# Antoniotto Botta Adorno

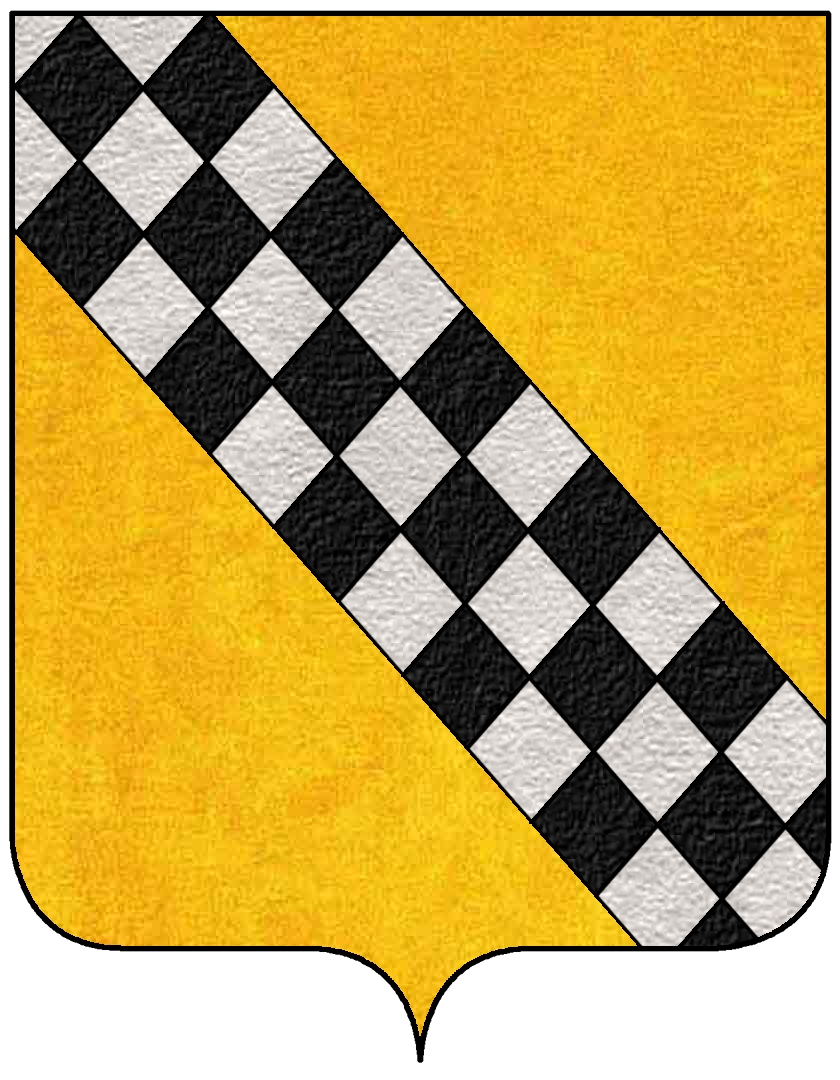
Escudo de armas de la familia Adorno.

Antoniotto Botta Adorno o Antonio Otto Botta d'Adorno (Branduzzo, 1688-Torre d'Isola, 30 de diciembre de 1774) fue un miembro de la familia lombardo-ligur Botta Adorno, alto oficial del Imperio Habsburgo y embajador plenipotenciario de los Países Bajos Austríacos establecidos en el Tratado de Utrecht y Presidente del Consejo de Regencia del Gran Ducado de Toscana entre 1757 y 1766.

## Biografía
Nació en el seno de la familia formada por Luigi Botta Adorno y María Matilde Lupi de Soragna. Un año después de su nacimiento su padre fue acusado de ser autor de un intento de golpe de Estado, lo que le acarrearía la expulsión del territorio de la república de Génova, el exilio, y la pena de muerte en caso de regreso a Génova, ciudad de la que era originaria la familia. A la muerte del padre, en 1700, su hermano Alessandro toma el puesto de cabeza de la familia, mientras que Antoniotto seguirá la carrera militar, como otro de sus hermanos, Giovanni Battista. Aún menor de edad iba a ingresar en la Orden de San Juan de Jerusalén. Sin embargo, en 1709 en lugar de ingresar en la orden, entra al servicio de la corte imperial de Viena, como militar a las órdenes del príncipe Eugenio de Saboya. Su primera labor diplomática al servicio de Viena la realizaría en 1711, participando en una embajada a Lisboa.
En 1717 adquirió el grado de superintendente del regimiento Marulli, aunque no por ello dejaría de realizar labores diplomáticas. Ese mismo año se distinguiría, junto a Eugenio de Saboya, en el sitio de Belgrado, parte de la guerra austro-turca (1716-1718). En 1725 fue nombrado teniente coronel. Volvería a luchar contra los turcos en las campañas de 1737-1739. Durante la guerra de sucesión austriaca fue enviado a Berlín y San Petersburgo como embajador, siendo testigo en 1741 de la revolución por la cual Isabel Petrovna, hija del zar Pedro I, derrocó a la regente Ana Leopóldovna. Dos años más tarde sería acusado por la zarina de haber intrigado para provocar un levantamiento en favor del príncipe de Brunswick-Bevern, por lo que se pondría bajo la prootección de Federico II. Éste recordaria a Botta d'Adorno en sus memorias de manera poco elogiosa respecto a su complot, instigado por Francia, que había provovado la deportación a Siberia de varios personajes de la corte rusa. El fracaso de esta maquinación le provocaría el rechazo de las cortes prusiana, húngara y del Sacro Imperio.
Más tarde serviría, durante el mismo conflicto, en las tropas imperiales a las órdenes del príncipe de Liechtenstein, que se enfrentaba a los ejércitos españoles y franceses. Lideró al ala derecha de las fuerzas austríacas y saboyanas en la batalla de Piacenza de 1746. Tomará posesión de Génova el 5 de septiembre de ese año en nombre de la emperatriz María Teresa. El 18 de octubre de 1748, tras la firma del tratado de Aquisgrán, la emperatriz recompemnsaría a Botta d'Adorno con uno de los cargos más envidiados de la monarquía imperial, el de ministro plenipotenciario. 

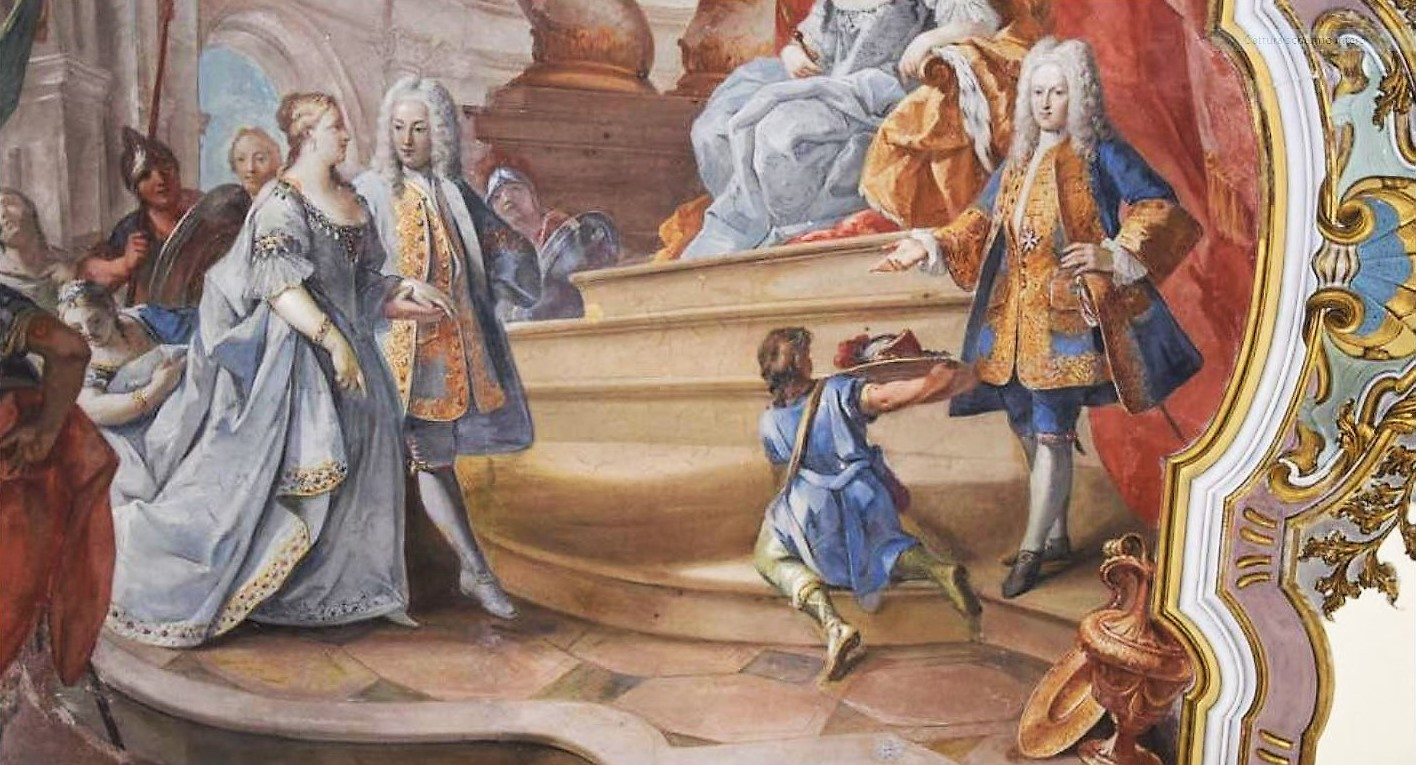
Antoniotto Botta Adorno en la corte de la zarina Anna Ivanovna, Pavía, Palazzo Botta Adorno

En ese rango llegaría a Bruselas el 2 de abril de 1749, bajo las órdenes del gobernador general Carlos de Lorena. La función del marqués de Botta fue doble, ya que la presencia del gobernador en los Países Bajos Austríacos, ponía de hecho el poder en Bruselas en manos de Botta d'Adorno. Su misión principal fue la de aliviar la situación de las provincias que, como resultado de la guerra de sucesión, habían quedado empobrecidas y cercanas a la rebelión. Su obra más notable fue la concesión y excavación del canal Gante-Brujas y una tímida revitalización del puerto de Amberes. Asimismo, otro de sus objetivos fue reorganizar el ejército, dedicándose con gran asiduidad a la revista de tropas y a presenciar sus ejercicios. Trabajó a conciencia en la reparación de los males de la última guerra, reanimando el comercio, y en hacer de los Países Bajos un territorio menos vulnerable gracias a la instrucción y buena organización de las tropas. Sin embargo, el deseo de Botta d'Adorno era el de abandonar la corte del príncipe y regresar a Italia- 
El 13 de mayo de 1753, día del aniversario de la emperatriz, ésta, según la tradición, hizo declaración de las promociones por ella designadas. Por ello,el 16 de septiembre de ese mismo año, Botta d'Adorno cedió su cargo al conde de Cobenzl, su sucesor. Tras visitar Flandes, París y Viena, regresa a Italia. Allí se encarga del gobierno del Gran Ducado de Toscana. En 1762 volvería a la carrera diplomática, como embajador en la corte de Catalina II de Rusia.
Botta Adorno moriría en Pavía en 1774.